# Schempp-Hirth Ventus 3
Dimensions
Le Schempp-Hirth Ventus-3 est un planeur produit par Schempp-Hirth. Il remplacera le Schempp-Hirth Ventus-2.

## Conception et développement
Il a été annoncé à l'AERO de Friedrichshafen en avril 2015, où une maquette a été suspendue au plafond de la salle d'exposition. Le prototype vola le 29 janvier 2016 au Flugplatz Hahnweide à Kirchheim unter Teck en Allemagne. Le prototype a été à l'origine d'un planeur pur, mais a depuis été équipé avec un moteur de type turbo. La production en série a commencé le 28 avril 2016.
Les modèles de production seront disponibles soient en planeur pur ou avec un turbo thermique (dans le fuselage) ou électrique dans le nez ou avec un système de décollage autonome.
Deux tailles de fuselage sont disponibles, Sport ou Performance; le second est plus grand. Le fuselage contient des démoustiqueurs rétractables. Dans chaque aile, il y a deux ballasts de 58 litres et un de 38 litres.

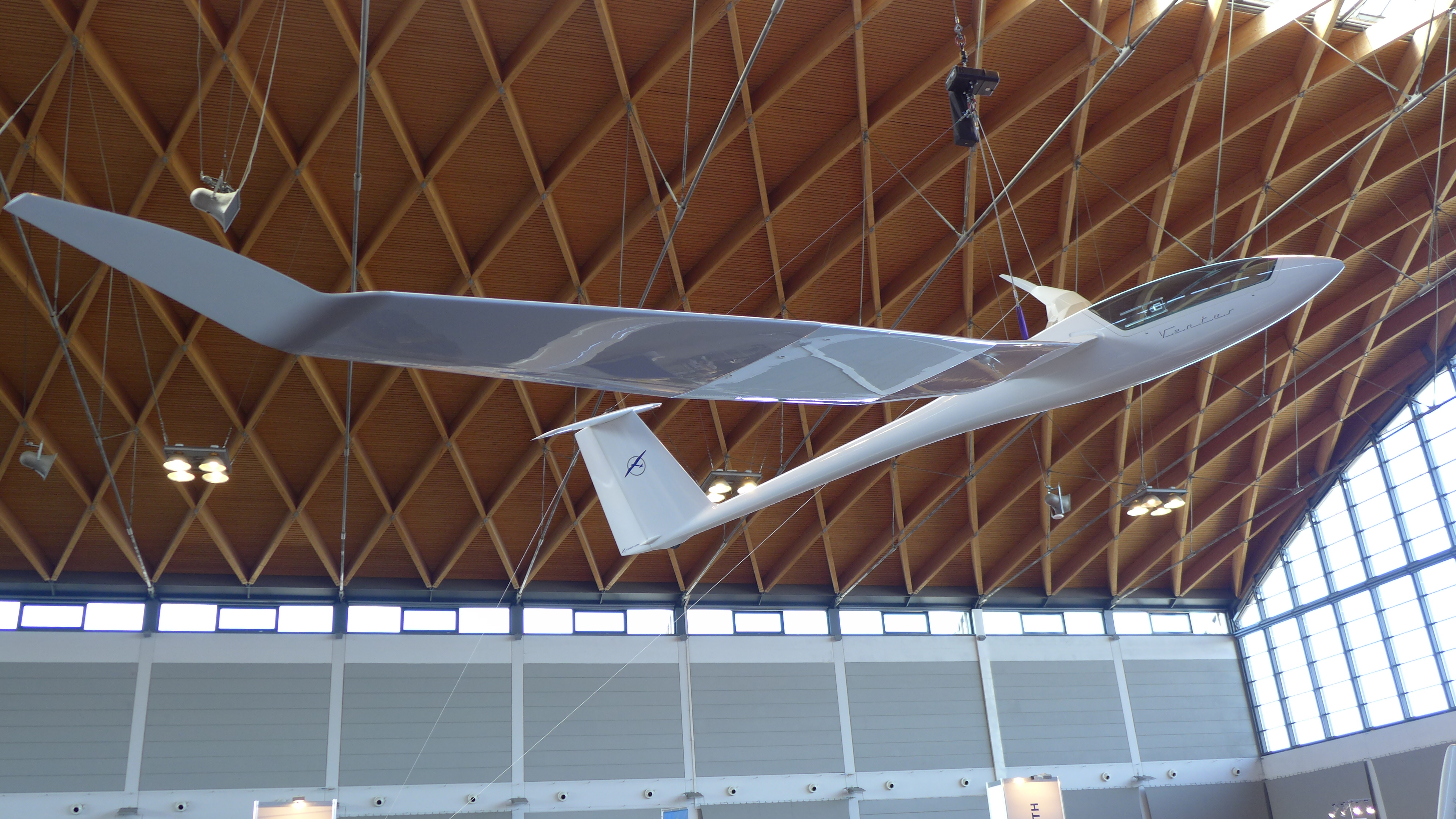
Maquette de Ventus 3 à Aero Expo 2015

## Sources
- Site de la société de construction Schempp-Hirth ((en) et (de), voir aussi version française sous Schempp-Hirth)
- EASA TCDS_A627_Ventus 3
- Sailplane Directory